# Festival de Jazz Nuevo León
El Festival de Jazz Nuevo león es un festival de música jazz celebrado anualmente desde 2014 en Monterrey, México. Está organizado por el Consejo para la Cultura y las Artes de Nuevo León, en colaboración con el Festival Alfonsino de la UANL.
Según el coordinador de Música del Consejo Estatal para la Cultura y Artes (Conarte) de Nuevo León "una de las directrices del festival es dar oportunidad y espacio a los grupos locales y artistas que están haciendo jazz contemporáneo o de fusión con otros géneros".

## Historia
La primera edición del festival se celebró en Monterrey del 27 de octubre al 2 de noviembre de 2014, en sedes como el Teatro del Centro de las Artes, la Escuela "Adolfo Prieto" y el Museo de Historia Mexicana (MHM), y tocaron músicos como el guitarrista Jack Wilkins de Nueva York, el mexicano Tito Rodríguez, PA´AX Jazz Trío, Oscar Zensei, Francisco Lelo de Larrea, Roger Nuncio Trío, Carlos Lara y los Motherfunkers, así como la Big Band FAMUS y Oscar Keys Sandoval.
En la segunda edición del festival, celebrada entre el 25 y el 31 de mayo de 2015 participaron artistas como el pianista mexicano Alex Mercado, Pájaro Jazz Trío, Rodrigo Cantú Trío, Dúo Malva o Los Mother Fuckers.
En la edición de 2017 participaron músicos como Charlie Hunter Trío, Carlos Fuentes Trío, Juan Alzate, Oscar Keys y Morpheus Project, Palapa, y Marcos Milagres Trio, el baterista cubano Enrique Plá Quinteto, , el grupo Omolewa Osain (Belice), y el Ensamble de Percusiones UANL en espacios como el Teatro Universitario de la UANL o en el Auditorio San Pedro.
En 2019 y 2020 el festival no se celebró debido al fallecimiento de su director, el guitarrista Óscar 'Zensei' González.
La sexta edición del Festival de Jazz Nuevo León, bajo la dirección de Pilar Diosdado y en colaboración con la Secretaría de Cultura y Educación de San Pedro Garza García, y con la Escuela Superior de Música y Danza de Monterrey que se llevó a cabo del 3 al 9 de octubre de 2021, en plena Pandemia por Covid 19. Los eventos presenciales realizados en el Auditorio San Pedro contaron con los llenos permitidos por las autoridades.